# 匕首導彈
匕首高超音速导弹（Kh-47M2 Kinzhal）是俄罗斯研發的一种空射高超音速导弹，据称射程超过2,000公里，速度能達到10马赫，該导弹能在每个飞行阶段进行规避动作。它可以携带常规弹头和核弹头，該导弹可以从圖-22M轟炸機或米格-31戰鬥機上发射。匕首导弹于2017年12月服役 ，目前已部署在俄罗斯南部军区的空军基地。
2022年3月18日，俄羅斯在俄乌战争期間，首度應用「匕首」導彈摧毀烏方軍火庫，成為俄罗斯、乃至世界上首次在戰爭中應用的高超音速武器。

## 发射过程[14]
MiG-31K的制导和控制系统负责将目标的雷达图像加载到“匕首”的寻的装置中，对其自动驾驶仪进行编程，并确定导弹的发射点。一旦完成这些任务，机组人员就会开始全自动发射序列。 火箭准备好发射后，机组人员启动发射程序。飞机从那里接收导弹，自主机动以满足导弹发射所需的精确参数。一旦满足这些参数，机组人员就会将火箭发射到其轨道上。
一般来说，导弹会以 2 马赫的速度上升到大约 20 公里的高度。发射后，匕首导弹的固体推进剂火箭发动机就会启动，为上升提供动力。自动驾驶仪使用空气动力尾翼来管理火箭的飞行路线。它迅速加速到平流层边缘，旨在减少阻力。随着飞行高度的增加，气动尾翼失去效力，导弹采用矢量推力控制。到达平流层边界后，导弹采用水平飞行路径，同时加速到10马赫的攻击速度。在此过程中是容易被远程防空系统拦截的最佳时机，之后目标导弹的弹道不断变化，则需要无限期地重新计算瞄准点。当拦截导弹接近目标导弹时，其动量将危及精确跟踪目标的机会，俄方聲稱以目前的技术无法做到在机动末期拦截高超音速导弹。
从发射到目的地，导弹采用不可预测的路径，由于推力矢量控制的启用以及后来的尾翼的使用，不断改变方向。这种不寻常的机动性使其能够巧妙地规避潜在的导弹防御系统。到达预定区域后，导弹通过激活其主动雷达寻的方式开始行动。这种机制会不断地将导引头捕获的雷达快照与其内存库中预加载的目标图像并置，但也有主張認為仍需要靠米格31做引導。 
在指定相关性后，它会旋转并调整其路线，以确保精确打击。整个过程确保导弹命中时距离目标非常近，通常距离目标仅 10 米左右。不過有意思的是，匕首有些時候會直接撞擊，這一度還被認為是製造缺陷，直到後來出現擊落的完整殘骸得以分析，使烏克蘭專家得出結論，確認彈頭與蘇聯時代的圓點類似，使得雷管啟動故意設計得較晚，因此具有以電子方式在末端控制多種攻擊模式的可能，並沒有機械起爆結構，另外俄製高爆炸藥使戰鬥部僅150公斤，效能即相當於240公斤TNT。

## 使用记录

### 俄罗斯乌克兰战争
2022年3月18日，俄罗斯在入侵乌克兰期间使用匕首导弹摧毁了乌克兰伊万诺-弗兰科夫斯克州的一个地下武器库，這是俄羅斯首次使用該武器，俄方专家表示这是人类历史上首次在实战中使用高超音速武器。同年当地时间3月20日，俄罗斯国防部披露其再次使用该武器，表示俄军从裏海发射的匕首高超音速导弹击中了乌军位于尼古拉耶夫州的一处大型油料库，该油料库为南部乌军装甲车辆的主要燃油供给库。4月11日，俄国防部表示使用匕首导弹摧毁了一座位于恰索夫亚尔市附近的乌军指挥所。
2023年5月6日，乌克兰空军司令尼古拉·奥列修克表示，乌克兰于5月4日使用愛國者二型導彈成功攔截了俄羅斯發射的一枚匕首導彈。5月9日，美国五角大楼发言人帕特里克·莱德证实了这一消息。同日，烏克蘭軍方表示，基本攔截俄羅斯發射的新一輪導彈襲擊，包括攔截8枚匕首高超音速導彈。5月16日，俄罗斯对基辅发动新一轮导弹袭击，乌克兰表示，已成功拦截所有针对基辅的导弹袭击。俄国防部则表示，俄军使用匕首导弹精准打击并摧毁乌克兰首都基辅的一套爱国者防空导弹系统，但该消息遭到乌克兰否认，乌克兰空军发言人尤里·伊纳特（Yurii Ihnat）表示，不用担心爱国者防空导弹系统的命运，无法一击摧毁该系统。据CNN报道，美国正在评估爱国者防空导弹系统受损程度，并表示该系统未被摧毁。

#### 高超音速导弹拦截争议
2023年，“匕首”第一次被宣稱擊落，這枚高超音速導彈其殘骸隨後被發現，有部分人士对乌克兰方的戰果提出異見。而导弹头锥部分过厚的材料：导弹配备的雷达或红外导引头很难透过如此厚重的材料进行工作。此外，头锥附近通常包含战斗部，这些部分被击穿时，剧烈撞击大概率会引发爆炸而无法保持弹体的完整。但之後，基本上可以確定是弹道导弹。
外界開始普遍认为“匕首”是“伊斯坎德尔”弹道导弹的空射版本，“伊斯坎德尔”系列弹道导弹在末段可以进行大过载机动，而且还能释放假目标，本身拦截难度很大，公开材料显示，乌军获得的是“爱国者-2”防空反导系统，没有装备反导能力更强的“爱国者-3”（後美國證實烏軍存有）。爱-3使用动能杀伤战斗部，需要直接命中才能有效摧毁目标，拦截难度更大。認為美军在许多西方外交和军事使团的所在地的巴格达绿区内建立了许多爱国者防空系统。这个特定地区经常遭受叛乱分子的袭击，他们在袭击中使用巡航导弹和短程弹道导弹。这些导弹大部分都源于逊于俄罗斯的伊朗导弹技术。采用美国先进技术的爱国者系统无法拦截绿区发射的高达50%的导弹，乌克兰当时宣传的对高超音速导弹实现100%的拦截率，一度让人质疑。
另外即便烏軍反导系统在技术上具备针对“匕首”的拦截能力，但它在反导阵地部署上也较为苛刻。“爱国者”系统在反导作战时采用逆弹道拦截技术，拦截导弹要先飞到来袭导弹逆向弹道上，然后进行迎头攻击，所以对发射阵地与被保卫目标之间的方位和距离有特殊要求。在拦截弹道导弹时，有效作战距离比较近。因此在反导作战时，通常需要使用多套系统才能保卫城市等大型目标。乌克兰用一套系统，就成功拦截了包括高超音速导弹在内的各种导弹，雖有可能，但概率比较小。另外乌军还要解决导弹预警、为“爱国者”制导雷达进行目标指示等一系列难题。在没有体系配合的情况下拦截的成功率很低。不過2024年1月2日，俄軍當天稱使用了匕首攻擊基輔，而也被目擊到一枚疑似匕首的彈體掉落入聶伯河，其後彈頭已被尋獲，依然證實了部分大型導彈確實沒有命中目標。
據乌克兰方後來透露，解釋“匕首”导弹是靠助推器加速到高超音速，但不能永远保持这样的速度。在飞行末段的攻击过程中，它的滑翔速度很快，但远不是真正高超音速。匕首飞弹实际上的飞行速度约为每秒 1,240 米（约3.6马赫），仅为俄罗斯声称的三分之一。故理論上確實能被擊落，而中國對北約方面所述的幾次戰果綜合評估有可能為真。歐洲方面專家也同樣提出此類見解，表示達到高超音速邊緣的導彈，特別是匕首這類，只是比較快但多出的突防效果也並沒有大家此前推測的那麼高。